# Фрішко Світлана Валентинівна
Фрішко́ Світла́на Валенти́нівна (15 березня 1976, Одеса, СРСР) — колишня українська футболістка. Майстер спорту. Восьмикратна чемпіонка України. Найкраща футболістка України за 20 років (2011).

## Біографія
Фрішко Світлана Валентинівна народилася 15 березня 1976 року в місті Одеса. Почала займатися в клубі «Приморець» (пізніше — «Чорноморочка» (Одеса)). У 13 років стала гравцем молодіжної збірної СРСР. 1992 та 1993 році була визнана найкращим гравцем та бомбардиром чемпіонату України. У національній збірній України дебютувала 29 серпня 1993 року, їй належить перший гол збірної в офіційних іграх.
1997 року була визнана найкращим гравцем та бомбардиром чемпіонату України. В 1999 році закінчила Національний університет фізичного виховання і спорту України. Наступного року була визнана найкращим гравцем та бомбардиром міжнародного турніру в Албені (Болгарія). У 2002 році пішла у декрет, має сина.
Виступала у Чемпіонаті Росії з 2005 по 2008 роки. Грала у клубах «Спартак» (Москва), «Надежда» (Ногінськ) та «СКА» (Ростов-на-Дону).
2008 року отримала орден «За заслуги перед українським футболом» від Федерації футболу України. У 2009 році була у складі команди, яка брала участь у Чемпіонат Європи з футболу серед жінок 2009 (Фінляндія).
З 2014 року почала кар'єру тренера в ДЮФК «Атлетик» (Одеса).

## Досягнення
- Чемпіонка України (8): 1992, 1995, 1996, 1997, 2003, 2004, 2011
- Срібна призерка чемпіонату України (3): 1993, 2009, 2010
- Бронзова призерка чемпіонату України (1): 1998
- Володарка Кубка України (8): 1992, 1995, 1997, 1999, 2003
- Фіналістка Кубка України (5): 1993, 1996, 1998, 2004, 2009
- Срібна призерка чемпіонату Росії (1): 2006
- Бронзова призерка чемпіонату Росії (2): 2007, 2008